# Château de Bever
Pour les articles homonymes, voir Bever.

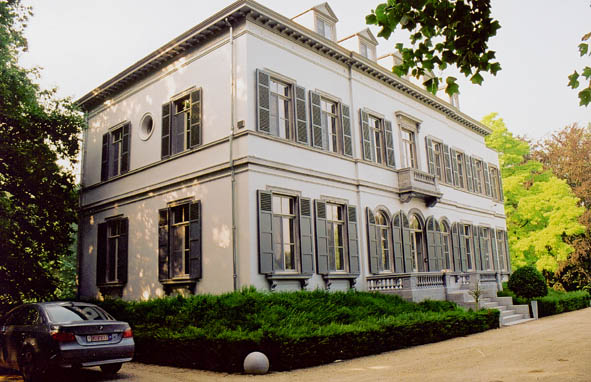
Le château de Bever en 2005.

Le château de Bever - dans le cadastre primitif de 1821, appelé het Nekkerken - est un manoir néoclassique, construit, à partir de 1846, situé dans le quartier de Bever, à l'ouest du centre de Strombeek-Bever, à la frontière avec Wemmel et  Meise.
Le château d'origine avait été construit dans le cours du 18e siècle, puis élargit avant d'être plus tard démoli pour faire place au château actuel en forme de U entouré de remises. En 2004 , le château a été entièrement restauré.
Le château est depuis 1748 en possession de la famille de Villegas de Clercamp, qui, ultérieurement, construit le Hof te Bever. Le château a été acheté par l'entrepreneur Bart Verhaeghe au comte Eric de Villegas de Clercamp, qui, en 2004, a été rénové pour être  un nouveau siège aux entreprises Verhaeghe. Le parc du château abrite de remarquables espèces d'arbres et est même considéré comme un arboretum remarquable. Le domaine du château est aussi connu sous le nom "Nekkerken", du nom du marais ou 'nekker', qui se retrouve dans de nombreux toponymes en lien avec les marais.